# Vanchiglietta
Vanchiglietta (Vanchijëtta in piemontese) è un quartiere di Torino, appartenente alla Circoscrizione 7, situato nella parte nord-est della città, alla confluenza dei fiumi Dora Riparia e il Po, e posto più a est rispetto al più storico e vicino quartiere di Borgo Vanchiglia, con il quale spesso si associa.
È delimitato:
- a nord dal Parco Crescenzio/Via Varano (confine con il Cimitero Monumentale, già in quartiere Regio Parco), più tutto il vasto Parco Pietro Colletta (Via Zanella)
- a est dal fiume Po
- a sud dal fiume Po
- a ovest dal corso del fiume Dora Riparia (lungoDora Siena) e da Corso Regina Margherita (confine con lo storico Borgo Vanchiglia), tratto fra Piazzale Regina Margherita (ponte Regina Margherita sul Po) fino al Rondò Rivella

## Storia
Da area della città puramente fluviale e rurale, spesso marginale e trascurata, costituita da insalubri casette di lavandai, barcaioli, artigiani e contadini fino almeno alla fine del XVIII secolo circa, questa zona orientale divenne una naturale espansione demografica del più storico ed adiacente Borgo Vanchiglia, tuttavia mantenendo alcune riserve naturali presso la confluenza tra il fiume (tributario di sinistra), Dora Riparia ed il fiume Po.
 A causa infatti della sua posizione fluviale, spesso paludosa ed umida, il quartiere fu spesso teatro di bonifiche e ripetute sanificazioni e ristrutturazioni degli edifici, la più importante delle quali fu l'imponente bonifica del 1872, ad opera del sindaco di Torino, Felice Rignon.

Nel 1899 poi, il medico otorinolaringoiatra Giuseppe Gradenigo fondò qui, in Corso Regina Margherita, un ospedale gestito dalle suore Figlie della carità di San Vincenzo de' Paoli, esistente tutt'oggi ed in gestione a Humanitas.

La popolazione si espanse ulteriormente nella seconda metà del XIX secolo, con la nascita di opifici automatizzati ed altre fabbriche, a ridosso del vicino quartiere Vanchiglia, sfruttando le acque dei canali Ceronda e Regio Parco. La più importante azienda fu la prima sede della fabbrica di cioccolato Venchi, dapprima in un laboratorio di Borgo Vanchiglia (Via degli Artisti), poi trasferita nel 1905 in Corso Regina Margherita, 16; la produzione fu ancora spostata in quartiere Parella, e l'edificio di Vanchiglietta fu convertito in un opificio militare.
Vi fu poi la Società Anonima Gaz Luce, detta anche Gazometro (poi Italagas) fondata da Luigi Grassi, inizialmente funzionante a derivati del carbone con un imponente lavoro di ricostruzione degli impianti e degli edifici presso la vasta area di Corso Regina Margherita/Corso Farini. Seguirono ancora insediamenti industriali come le officine nautiche Cigala & Bertinetti di Via Porro, o ancora gli stabilimenti carrozzerie auto Farina di Corso Belgio.
Vanchiglietta fu quindi uno dei primi quartieri ad avere delle ciminiere, guadagnandosi il soprannome, insieme a Vanchiglia, di "Borgh dël fum" ('Borgo del fumo' in piemontese); altre ipotesi, meno certe, darebbero invece il soprannome dël fum alla foschia derivata dai due fiumi, oppure ancora dalla vicinanza con la storica Regia Manifattura Tabacchi, che tuttavia si trova molto più a nord, nell'adiacente quartiere di Regio Parco.
La completa conversione a quartiere residenziale avvenne all'inizio del XX secolo: ad esempio, nel 1911 poi, fu edificato un imponente complesso scolastico su Corso Tortona, dedicato allo scrittore Ludovico Antonio Muratori e progettato in stile liberty da Camillo Dolza.
Un secondo incremento demografico del quartiere avvenne poi dopo il secondo dopoguerra, quando vi fu immigrazione interna prima, e l'immigrazione straniera poi. Vanchiglietta rimane tutt'oggi un quartiere prettamente a carattere residenziale.

### Aree di interesse
- Il Largo Rosario Berardi (l'inizio di corso Belgio) fu dedicato al nome di un ispettore di polizia ivi assassinato dalle Brigate Rosse il 10 marzo 1978
- Dal 2012 è operativo il nuovo Campus Luigi Einaudi di Lungodora Siena, risultato di un'imponente opera di riqualificazione dell'ex-area Italgas, e che ospita principalmente le facoltà di Giurisprudenza e Scienze Politiche, oltre che la Biblioteca Norberto Bobbio; nel cortile interno è presente una grande statua in legno del Toro rampante, simbolo di Torino, opera di Mario Ceroli (1987)
- L'area verde accanto al Campus, compresa tra corso Regina Margherita e Lungodora Siena, è stata intitolata dal Comune di Torino nell'aprile 2015 a Vittorio Pozzo, commissario tecnico della Nazionale di calcio negli anni trenta e quaranta e vincitore di due edizioni consecutive del campionato del mondo[2]
- La passerella ciclopedonale sulla Dora, inaugurata il 16 aprile 2010, che collega il nuovo "Campus" Universitario con corso Verona e che è stata intitolata il 30 marzo 2016 all'architetto Franco Mellano dal Comune di Torino[3]
- L'area verde di piazza Desiderato Chiaves è stata intitolata dal Comune di Torino in data 22 novembre 2018 allo studente Vito Scafidi, morto nel liceo "Darwin" di Rivoli nel 2008 per il crollo del soffitto di un'aula scolastica[4]
- La sera del 13 marzo 1945, presso l'angolo orientale di Corso Belgio con Via Lessolo venne assassinato l'operaio antifascista Gaspare Arduino; una lapide ricorda in loco (Corso Belgio, 46/A) tale avvenimento, parte di un eccidio famigliare
- Corso Belgio
- Parco Pietro Colletta
- Chiesa del Santissimo Nome di Gesù
- Pietre d'inciampo dedicate a Italo, Aldo e Dante Momigliano in Via Fontanesi